# Portådern

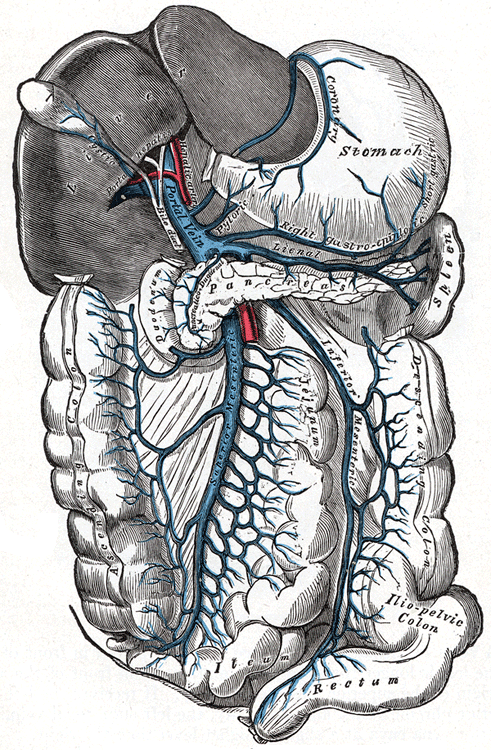
De blå venerna från tarmarna förenas till portådern som går in i levern.

Portådern (vena portae hepatis) är en stor ven som för blod från matsmältningssystemet till levern. Där filtreras ohälsosamma ämnen bort, innan blodet går vidare ut i kroppen.
Det är vena mesenterica superior och vena splenica som sammanflyter och bildar vena portae hepatis.
Namnet portåder kommer av att det är ett stort blodkärl, en port mellan två kapillärbäddar, dels det i tarmen och dels det i levern. En sådan uppbyggnad kallas för ett portasystem.
Portal hypertension är ett tillstånd av förhöjt tryck i portådern.